# 434 î.Hr.

## Decese
- dată necunoscută: Empedocle  (n. 490 î.Hr.)

## Legături externe
Materiale media legate de 434 î.Hr. la Wikimedia Commons